# Yamaguchi
Denna artikel behandlar staden. För andra betydelser, se Yamaguchi (olika betydelser).
Yamaguchi (japanska: 山口市?, Yamaguchi-shi) är residensstad i prefekturen Yamaguchi på sydvästligaste Honshu, huvudön i Japan. Staden är belägen vid floden Fushino. Yamaguchi fick stadsrättigheter 10 april 1929, och har inkorporerat närliggande kommuner vid ett flertal tillfällen, senast 2010 då kommunen Atō införlivades i Yamaguchi. Den viktigaste näringen är elektronisk industri. Sedan 1949 finns universitet i staden. Orten grundlades för mer än 630 år sedan av furst Ouchi med Kyoto, Japans dåvarande huvudstad, som förebild, varför Yamaguchi även kallas "västerns Kyoto".

## Kommunikationer
I södra delen av staden ligger Shin-Yamaguchi, en station på Sanyo Shinkansen som ger förbindelse med höghastighetståg till Hakata (Fukuoka) och Shin-Osaka (Osaka).